# Антим Гедзис
Антим (на гръцки: Άνθιμος, Антимос) е православен духовник, митрополит на Вселенската патриаршия.

## Биография

### Протосингел в Охрид
Роден е в Берат със светското име Гедзис (Γκέτζης) или Аполониос (Απολλώνιος) в село Коркутаос или Музакия, Бератско. Завършва Халкинската семинария и знае църковнославянски език. Става протосингел на охридския владика Йоаникий. Кузман Шапкарев пише:
| „ | За наместник на покойния владика оставаше протосингела му Антим, по-сетне дебърский и велешкий гръцки владика, който през цялото течение на владичкия в Охрид въпрос, даже и до самото Мелетиево в епархията ни пристигвание, държеше с народа против бъдащия си господар — митрополита Мелетия, против когото и съвсем укорително се изразяваше: а то, знаем го, не от искрено към народа доброжелателство, а от лукавство и за свой интерес — да му се препоръчи, да добие симпатията и благоволението му, да го привлече към себе, за да някак него да изберат за митрополит на овдовялата Охр.[идска] епархия. По-последното му поведение, след дохожданието Мелетиево, оправдава нашите предположения. Той същий в предаванието Д. Миладиново игра голяма рол, за което се каза в животоописанието на последния. Този изверг, родом албано-циганин от гр. Берат (майка му била циганка), не е бил никак и в нищо по-долен от събратята си гръцки владици, както това се доказа по-сетне, особито във време на насилственото си в Дебърската епархия владикувание, където, при другите си злодеяния, не се спря и пред безчеловечното убивание на екзархийский там наместник архимадрита Теофила, когато пожертвува посредством подкупени дебрани. Най-обикновените му и характерични качества на тоя злодеец Антима бяха безстидните му лъжи и лисичи подмилквания... Гореспоменатий Мелетиев протосингел, а по-сетне дебърский гръцкий митрополит Антим беше родом от гр. Берат в Албания. Както ни са казвали хора, които познаваха семейството му, именно пок. Стефо Манчев, търговец охридски, който по търговията си често отиваше в Берат, бащата на този Антим бил албанец, а майка му чиста циганка — църна, какъвто беше сам той, — знаем го лично твърде добре. Учил бе се в богословското в Халки училище, та знаеше да чете и по славенски. Инак обаче беше цял Велзевул, по-лош и от най-лошите гръцки владици. | “ |

Продължава да служи като протосингел на мразения от местните българи нов владика в Охрид Мелетий.

### Дебърски митрополит
На 10 май 1867 година в патриаршеската катедрала „Свети Георги“ в Цариград е ръкоположен за дебърски митрополит. Ръкополагането е извършено от митрополит Паисий II Видински в съслужение с митрополитите Неофит Корчански и Хрисант Ганоски. В 1873 година към Дебърската епархия на Патриаршията е прибавен и диоцезът на Велешка епархия (Δεβρών και Βελισσού), която получава екзархийски митрополит. Българското население в епархията се вдига срещу новия митрополит и иска присъединяване към новооснованата Екзархия. Още през декември 1872 година е отправено такова прошение. Въз основа на него ръководството на Екзархията ходатайства пред Портата за освобождаване на населението на епархията от преследванията на гръцкия владика. Антим изпъжда игумена на Бигорския манастир и насилва жителите на Галичник да признаят владичеството му, но те отказват. През лятото на 1874 година следват нови прошения епархията да бъде смятана за екзархийска. Цялата Дебърска каза е проекзархийска, както и 54 села от Кичевска каза, а 25 кичевски села са гъркомански.
След първоначален неутралитет битолският валия Али Саиб паша Гюрчю започва да подкрепя гръцката партия. През май 1874 година игуменът на Кичевския манастир Козма Пречистански събира всички свещеници от казата и те подписват протокол за присъединяване към Екзархията, потвърден по-късно от кметовете на 60 села. Митрополит Антим обаче успява да издейства от властите арестуването му в Битоля и заточението му след един месец в Света гора. Жителите на Кичево отказват да признаят митрополит Антим и митрополитският дом в града е затворен. Митрополит Антим разграбва манастира и унищожава документацията му.
Новият битолски валия Мехмед Рефет паша Байтар заема по-неутрална позиция и дава разрешение на кичевчани да организират българска община и в началото на 1875 година и 25-те гъркомански села подписват махзар за присъединяване към Екзархията. Така фактически цялата епархия без окупирания манастир се подчинява на Екзархията.
През лятото на 1875 година в Дебърската епархия с правителствена заповед са проведени истилями (допитвания), като в Дебърска каза само 2 села и 20 къщи в Дебър подкрепят гръцката църква. Въз основа на резултатите от истилямите Дебърската българска община моли за отстраняване на Антим и назначаване на екзархийски наместник. Поради назряващата революционна криза обаче епархията не успява да получи екзархийски митрополит, а църквите в Дебър и Кичево са предадени на патриаршисткото малцинство.

### Дринополски митрополит
На 7 октомври 1876 година Антим е избран за дринополски митрополит. Преживява вълненията в Албания от 1878 година и се сблъсква с появяващото се албанско просветно движение. През април 1880 година подава доброволно оставка.

### Дебърски митрополит
През юни 1880 година Антим отново става дебърски и велешки митрополит или в 1881 година. Още в първата година на управлението си, на Великден влиза в остър конфликт с игумена на Бигорския манастир Михаил, който отстоява четенето на български език в църквата. Сходен конфликт има и в Галичник с калугера Арсений Поповски. В 1884 година в епархията е изпратен екзархийски архиерейски наместник архимандрит Теофил Аврамов и постепенно големите селища като Галичник и Тресонче отхвърлят властта на Антим. Владиката успява да настрои дебърските бегове срещу приятеля на отец Теофил Селим Рус, който за да избегне изгаряне на къщата си обещава да действа против Теофил. На 10 юли 1884 година владиката дава угощение край Банища, на което беговете дават беса да се убие Теофил, а българското население да се застави да се върне към Патриаршията. Теофил е убит на Илинден 20 юли край Дебър. При научаването на новината, населението на Лазарополе, в което се намира Антим, тръгва да го линчува, но владиката успява да се спаси с помощта на сувариите и охраната си.

### Еласонски митрополит
На 16 март 1887 година Антим е избран за еласонски митрополит.

### Преспански митрополит
От 14 януари 1892 до 1895 година Антим е охридски и преспански митрополит в Крушево, Османската империя.

### Месемврийски митрополит
На 26 септември 1895 година Антим е избран за месемврийски митрополит. Не успява да замине за епархията си в България и на 20 февруари 1896 година подава оставка.
Оттегля се в Цариград, където умира на 6 октомври 1904 година. Опелото му е извършено в „Свети Георги“ в Цариград от бившия дринополски митрополит Григорий заедно с бившия коски Павел и бившия дискатски Йоаникий. Погребан е в гробището на „Животворящ източник“ в Балъклъ.